# Teresa Roig i Omedes
Teresa Roig i Omedes   (Igualada, 1975) és una escriptora, blocaire i articulista catalana. Des de jove, col·labora en publicacions i edita contes en tot tipus de mitjans i reculls, pels quals ha obtingut diversos premis literaris. Formada en publicitat i tècniques de creixement personal, després de treballar durant anys en el sector audiovisual, actualment compagina l'escriptura amb la maternitat. És autora, entre d'altres, de les novel·les L'herència de Horst (Premi El setè cel de Salt 2007) i El primer dia de les nostres vides (Premi Roc Boronat 2010).

## Novel·les
- 2007: L'herència de Horst. Alisis, Ara llibres.
- 2008: Pa amb xocolata. Alisis, Ara llibres.
- 2010: El primer dia de les nostres vides. Proa, Grup 62.
- 2011: El blog de Lola Pons. Columna Ed., Grup 62.
- 2013: L'arquitecte de somnis. Columna Ed., Grup 62.
- 2015: La Merceria. Columna Ed., Grup 62.
- 2023: La ciutat dels nens. Navona Editorial.

## Premis
- 2007: Premi El setè cel de Salt[2] per L'herència de Horst
- 2010: Premi Roc Boronat[3] per El primer dia de les nostres vides